# Piráti z Karibiku: Na vlnách podivna
Piráti z Karibiku: Na vlnách podivna (v originále Pirates of the Caribbean: On Stranger Tides) je americký dobrodružný fantasy film, čtvrtý díl série Pirátů z Karibiku. Navazuje na film Piráti z Karibiku: Na konci světa. V tomto pokračování z původního hereckého obsazení zůstalo pouze několik herců. Hlavní roli Jacka Sparrowa ztvárnil opět Johnny Depp. Nové postavy v tomto filmu vytvořila španělská herečka Penélope Cruz, která zahrála dceru piráta Černovouse Angelicu. S Jackem Sparrowem se zná z minulosti. Po režisérovi Gore Verbinskiemu tento díl režíroval Rob Marshall, který natočil muzikál Chicago a nebo film Gejša.

## Příběh
Jack Sparrow přijíždí do Londýna hledat loď, na které se chce vypravit k prameni mládí. Přitom osvobodí Gibbse, který je zajat Angličany ze šibenice i z vězení. Na oplátku od něj získá informaci, že se někdo za něho vydává, aby získal posádku na loď. Jacka zatknou vojáci a předvedou před krále Jiřího. Tam Jack potkává kapitána Barbossu, který se mezi tím přidal do služeb anglického krále, když mu obávaný pirát Černovous potopil Černou perlu. Jackovi se podaří opět uniknout.
Před vojáky ho zachrání otec, který ho v hostinci informuje a varuje před pramenem mládí, který ho bude pokoušet. Ve stejném hostinci se vzápětí utká s falešným dvojníkem a zjistí, že se jedná o Angelicu, jeho bývalou a jedinou lásku. Ta ho uspí a nalodí na loď s názvem Pomsta královny Anny, které velí obávaný Edward Teach přezdívaný Černovous. Jack musí pracovat s posádkou pod dohledem zombie námořníků.
Podaří se mu posádku přesvědčit, aby vyvolali vzpouru. Posádka v čele s Jackem se nakrátko zmocní lodi, ale Černovous s pomocí své magické Tritonovy šavle vzbouřence zneškodní. Mezitím Barbossa znovu zajme Gibbse, ten jediný se naučil nazpaměť mapu k prameni mládí a poté ji zničil, tím se stal pro ostatní nepostradatelný. Barbossa, Černovous, Sparrow a křesťanské španělské loďstvo nyní mezi sebou vedou boj o to, kdo dospěje k prameni mládí první. Angelica prozradí Jackovi, že je Černovousova dcera a také proroctví, podle kterého Černovous zemře rukou muže s jednou nohou. Tím mužem by měl být Barbossa, který jako jediný přežil zkázu Černé perly.
A tak se Černovous vydává lovit mořské panny, které jsou nebezpečné a snadno každého zahubí, přesto se jim podaří jednu pannu jménem Siréna ulovit. Podle věštby musí Siréna uronit do kalichu Ponce de Leóna slzu, o což se Černovous ze všech sil snaží. Siréna se mezi tím zamiluje do kněze, který je také ve výpravě kapitána Černovouse. Černovous toho využije, aby donutil Sirénu uronit slzu a kněze se pokusí zabít, ale ten díky Angelice přežije. Kněz se poté vrátí pro Sirénu a ta štěstím slzu uroní.
Černovous toho využije, Sirénu zajme, sváže a kněze odvede. Mezitím se Jack setká s Barbossou u vraku Ponce de Leóna, kde jsou uschovány dva poháry, kterých je potřeba na vodu z pramenu mládí. Jeden pohár zajišťuje mládí (ten se naplní vodou z pramenu s kapkou slzy mořské panny). Druhý pohár, kam se nepřidá slza mořské panny se stává pohárem smrti.
Po vzájemné potyčce Jacka a Barbossy ve společnosti mumie Ponce de Leóna zjistí, že Španělé je předešli a pohárů se zmocnili. Barbossa prozradí Jackovi svůj důvod k výpravě k pramenu. Není to kvůli mládí, ale kvůli pomstě. Chce zabít Černovouse kvůli lodi Černé perle a také kvůli noze o kterou přišel. Spolu Španělům utečou a vrátí se k Černovousovi. Poté dorazí k pramenu mládí.
Mezi Černovousovou posádkou a Barbossovou posádkou dojde opět k boji. V závěru filmu do boje zasáhnou Španělé. Barbossa probodne otráveným mečem Černovouse. Jeho dcera Angelica to uvidí a vytáhne meč ze svého otce a řízne se sama otráveným mečem do ruky. Španělé mezitím ničí pohanské prameny mládí. Jack rychle naplní poháry zbytkem vody z pramene, který Španělé zničili a doplní do jednoho poháru slzu mořské panny. Poté lstí přiměje Černovouse, aby se napil z poháru bez slzy (z poháru smrti) v domnění, že pije elixír života (se slzou mořské panny). Černovous umírá a Angelica, která se chtěla pro otce obětovat a napít se z poháru smrti se napije z Jackem podstrčeného poháru mládí a zranění otráveným mečem se zhojí a ona přežije.
Barbossa získal své, prohlásil se kapitánem Pomsty královny Anny. Siréna se vrací do jezírka v lese pro umírajícího kněze, kterého políbí, díky čemu ho uchrání od utonutí a stáhne pod vodu, aby ho mohla vyléčit. Jack Angelicu vysadil na ostrově, kam ho kdysi vysadil Barbossa, když se zmocnil Černé perly. Gibbs mezitím na Pomstě královny Anny ukradne lodě zakleté v lahvích. Mezi nimi je i Černá perla. Film končí polemizování o tom, jak dostat Černou perlu z láhve ven.

### Závěrečná scéna
Angelica, stále čekající na ostrově, kde ji vysadil Jack, nalezne na pláži voodoo figurku Jacka, kterou vyplavilo moře.

## Obsazení
| Johnny Depp (dabing Saša Rašilov)                    | kapitán Jack Sparrow                |
| Geoffrey Rush (dabing Pavel Rímský)                  | Hector Barbossa                     |
| Penélope Cruzová (dabing Dana Černá)                 | Angelica                            |
| Kevin McNally (dabing Jaromír Meduna)                | Joshamee Gibbs                      |
| Ian McShane (dabing Vladimír Čech)                   | Edward Teach alias Černovous        |
| Richard Griffiths (dabing Jiří Knot)                 | anglický král Jiří II.              |
| Sam Claflin (dabing Martin Písařík)                  | misionář Philip Swift               |
| Àstrid Bergès-Frisbeyová (dabing Kristýna Leichtová) | Siréna                              |
| Stephen Graham (dabing Martin Sobotka)               | Scrum                               |
| Keith Richards (dabing Miloš Vávra)                  | kapitán Teague Sparrow, Jackův otec |
| Robbie Kay                                           | Kluk na lodi kapitána Černovouse    |

## Zajímavosti
- Pro těhotenství Penélope Cruz ji během natáčení v některých scénách zastupovala její sestra Mónica Cruz.
- Johny Depp dostal za svojí postavu ve filmu – 51 milionů dolarů,[zdroj?] to je půlka rozpočtu pro první díl.
- Johnny Depp opět ztvárnil ikonickou roli Jacka Sparrowa.
- Film produkoval Jerry Bruckheimer, který byl producentem předchozích tří dílů této série, a režíroval ho Rob Marshall, který natočil filmy Chicago a Gejša.
- Je to první film pirátské série, natáčeným v systému Disney Digital 3DTM, a také první kompletně hraným výpravným dobrodružným snímkem, natáčeným kamerami Red 3D.
- O humor ve filmu se postarali nové postavy: Černovous (Ian McShane), nejobávanější pirát všech dob, Angelica (Penélope Cruz), zdatná podvodnice, se kterou se už Jack Sparrow v minulosti setkal; Sirena (Astrid Bergès-Frisbey), tajemná mořská panna; a Philip (Sam Claflin), mladý a záhadný misionář.
- Španělská herečka Penélope Cruz, která ztvárnila Angelicu, vnáší do této filmové série rovnoprávnost, protože je její postava po stránce dobrodružné povahy, nevyzpytatelnosti i mazanosti zcela rovnocenná postavě kapitána Jacka Sparrowa.
- Legendárního a obávaného piráta Černovouse ve filmu zahrál herec Ian McShane, jenž se proslavil zejména svým výkonem v seriálu Deadwood, za který získal Zlatý globus.
- V roli kapitána Hectora Barbossy se už počtvrté objevuje Geoffrey Rush. Barbossa je mistrným šermířem a nemilosrdným pirátem, který sám sebe navzdory svému povolání považuje za čestného muže.
- Astrid Bergès-Frisbey debutuje v americkém filmu rolí tajemné mořské panny Sirény. I když strávila více než dva měsíce na Havaji, nesměla se Astrid Bergès-Frisbey vystavovat slunci. Jakožto bájná mořská panna zvaná Siréna totiž musela být patřičně bledá.
- Sam Claflin, který si zahrál mladého misionáře Philipa, pochází z Velké Británie a navštěvoval Londýnskou akademii hudebních a dramatických umění.
- Keith Richards se ve čtvrtém díle pirátů znovu vrací v drobné roli kapitána Teaguea, otce Jacka Sparrowa.
- Australanka Gemma Ward, která ve filmu představuje jednu z osmi mořských panen, se stala modelkou ve svých čtrnácti letech a od té doby se objevila na obálce časopisu Vogue už více než dvacetkrát.
- Surfař Tamayo Perry byl jedním ze šesti havajských členů posádky lodi Queen Anne's Revenge (Pomsta královny Anny) piráta Černovouse, které režisér Rob Marshall do filmu obsadil. Pro Tamaya Perryho ale nešlo o první zkušenost se společností Walt Disney Studios. V roce 1999 hrál ve filmu Johnny Tsunami jednoho z protivníků hlavního hrdiny a také se na filmu podílel jako dvojník při natáčení surfařských scén.
- Ačkoliv je Juki Macuzaki prvním Japoncem, který si v sérii zahrál piráta, nejedná se o první případ, kdy taková role ve filmech společnosti Disney Pictures připadla některému z jeho krajanů. Sessuema Hajakawa již pro společnost pracoval. V roce 1960 ztvárnil ve filmu Švýcarský Robinson velitele pirátské bandy, jež napadne hlavní hrdiny snímku.
- Film je celkově pátým společným dílem výtvarníka Johna Myhrea a režiséra Roba Marshalla. Myhre získal Oscara za nejlepší umělecké vedení snímků Chicago i Gejša.
- Film se natáčel na pěti ostrovech: Kauai, Oahu (Havaj), Portoriko, Palominito (malý ostrůvek východně od Portorika) a také na velmi „netropickém“ ostrově ve Velké Británii.
- Film je zatím nejnákladnějším a nejrozsáhlejším snímkem, jaký se kdy natáčel v Old Royal Naval College v Greenwichi.[zdroj?] Natáčení, které zde probíhalo, využívalo mnohem více z tamních prostor než kterýkoliv jiný film v minulosti, který se zde natáčel.[zdroj?]
- V Anglii se film natáčel na třech historických místech: Old Royal Naval College v Greenwichi, Hampton Court Palace a Middle Temple.
- Během natáčení na rozsáhlých pozemcích Národní tropické botanické zahrady na Kauai a hotelu Coco Palms v oblasti Wailua byly dlouhé úseky cest mezi hlavním táborem štábu a nočními natáčecími lokacemi vyznačeny v havajském stylu – pochodněmi, které cesty osvětlovaly.
- Při natáčení v hustém kokosovém háji slavného a nyní uzavřeného hotelu Coco Palms v oblasti Wailua – kde Elvis Presley kdysi ve stejnojmenném filmu zpíval skladbu Blue Hawaii – byly sklizeny kokosové ořechy z celkem 773 palem, aby se předešlo nebezpečí, že by některý z nich spadl hercům nebo štábu na hlavy. Sklizené ořechy plně zužitkovali místní obyvatelé.
- Plně funkční loď Queen Anne's Revenge je vůbec první replikou skutečné historické lodi, která se v sérii Piráti z Karibiku objevuje.
- Pramen mládí – legendární pramen, jehož voda údajně navrací ztracené mládí komukoliv, kdo se jí napije, byl ve skutečnosti předmětem vytrvalého, ale marného pátrání španělského mořeplavce a objevitele Ponceho de Leóna žijícím v 16. století. Teď je ve filmu na Jackovi Sparrowovi, aby tento kouzelný pramen objevil. Ponce de León se tak dočkal zvěčnění v rámci zábavní atrakce Piráti z Karibiku v kalifornském Disneylandu – v jedné z místností je zobrazen coby kostlivec.
- V polovině ledna 2011 se objevily informace o tom, že při průzkumu vraku jeho vlajkové lodi Queen Anne's Revenge u pobřeží Severní Karolíny (kde v 19. století najela na mělčinu) byly nalezeny úlomky Černovousova meče. Možná se jedná o skutečný Tritonův meč![zdroj?]
- Volnou předlohou pro celou sérii pirátských filmů a pevnou předlohou pro tento konkrétní díl byla kniha Tima Powerse Plout na vlnách Podivna (v originále On Stranger Tides)